# Liste der Pfarren im Dekanat Kufstein
Das Dekanat Kufstein ist ein Dekanat der römisch-katholischen Erzdiözese Salzburg.

## Pfarren mit Kirchengebäuden
| Ort                       | Pfarrverband | Seit      | Patrozinium                                       | Kirchengebäude                                            | Bild |
| ------------------------- | --- | --------- | ------------------------------------------------- | --------------------------------------------------------- | ---- |
| Angath                    | Angath – Langkampfen – Mariastein                                                                                   | urk. 1220 | Hl. Geist                                         | Pfarrkirche Angath                                        |      |
| Bad Häring                | Bad Häring – Kirchbichl – Schwoich                                                                                  | 1891      | Hl. Johannes der Täufer                           | Pfarrkirche Bad Häring                                    |      |
| Bruckhäusl                | Bruckhäusl – Wörgl                                                                                                  | 2000      | Hll. Petrus und Paulus                            | Pfarrkirche Bruckhäusl                                    |      |
| Ebbs                      | Ebbs – Erl – Niederndorf – Walchsee                                                                                 | 788       | Mariä Himmelfahrt                                 | Pfarrkirche Ebbs                                          |      |
| Ellmau                    | Ellmau – Scheffau am Wilden Kaiser – Söll                                                                           | 1891      | Hl. Michael                                       | Pfarrkirche Ellmau                                        |      |
| Erl                       | Ebbs – Erl – Niederndorf – Walchsee                                                                                 | 7. Jh.    | Hl. Andreas                                       | Pfarrkirche Erl                                           |      |
| Kirchbichl                | Bad Häring – Kirchbichl – Schwoich                                                                                  | urk. 1217 | Unsere Liebe Frau                                 | Pfarrkirche Kirchbichl                                    |      |
| Kufstein-Endach           | Kufstein-Endach – Kufstein-Sparchen (Kufstein-St. Josef) – Kufstein-St. Vitus – Kufstein-Zell (Kufstein-St. Martin) | 1980      | Hl. Familie                                       | Pfarrkirche Kufstein-Endach                               |      |
| Kufstein-Sparchen         | Kufstein-Endach – Kufstein-Sparchen (Kufstein-St. Josef) – Kufstein-St. Vitus – Kufstein-Zell (Kufstein-St. Martin) | 1953      | Hl. Josef                                         | Pfarrkirche Kufstein-Sparchen                             |      |
| Kufstein-St. Vitus        | Kufstein-Endach – Kufstein-Sparchen (Kufstein-St. Josef) – Kufstein-St. Vitus – Kufstein-Zell (Kufstein-St. Martin) | 1810      | Hl. Vitus                                         | Pfarrkirche Kufstein-St. Vitus                            |      |
| Kufstein-Zell             | Kufstein-Endach – Kufstein-Sparchen (Kufstein-St. Josef) – Kufstein-St. Vitus – Kufstein-Zell (Kufstein-St. Martin) | 1891      | Hl. Martin                                        | Pfarrkirche Kufstein-Zell                                 |      |
| Landl                     | Landl – Thiersee | 1891      | Mariahilf                                         | Pfarrkirche Thiersee-Landl                                |      |
| Langkampfen               | Angath – Langkampfen – Mariastein                                                                                   | 8. Jh.    | Hl. Ursula                                        | Pfarrkirche Langkampfen                                   |      |
| Mariastein                | Angath – Langkampfen – Mariastein                                                                                   | 1971      |                                                   | Schloss Mariastein mit Wallfahrtskapelle Mariastein       |      |
| Niederndorf               | Ebbs – Erl – Niederndorf – Walchsee                                                                                 | 1786      | Hl. Georg                                         | Pfarrkirche Niederndorf                                   |      |
| Scheffau am Wilden Kaiser | Ellmau – Scheffau am Wilden Kaiser – Söll                                                                           | 1891      | Hll. Johannes der Täufer und Johannes, Evangelist | Pfarrkirche Scheffau am Wilden Kaiser                     |      |
| Schwoich                  | Bad Häring – Kirchbichl – Schwoich                                                                                  | 1892      | Hl. Ägidius                                       | Pfarrkirche Schwoich                                      |      |
| Söll                      | Ellmau – Scheffau am Wilden Kaiser – Söll                                                                           | urk. 1151 | Hll. Petrus und Paulus                            | Pfarrkirche Söll (Tirol)                                  |      |
| Thiersee                  | Landl – Thiersee | 1891      | Hll. Nikolaus und Margareta                       | Pfarrkirche Vorderthiersee und Pfarrkirche Hinterthiersee |      |
| Walchsee                  | Ebbs – Erl – Niederndorf – Walchsee                                                                                 | 1891      | Hl. Johannes der Täufer                           | Pfarrkirche Walchsee                                      |      |
| Wörgl                     | Bruckhäusl – Wörgl                                                                                                  | 1891      | Hl. Laurentius                                    | Pfarrkirche Wörgl                                         |      |

## Dekanat Kufstein
Das Dekanat umfasst 19 Pfarren. Die Pfarren bilden sieben Pfarrverbände.

## Dekane
- seit 2017 – Thomas Bergner, Pfarrer in Kufstein[1]